# Schaueria
Schaueria là chi thực vật có hoa trong họ Acanthaceae.